# ホラーサスペンス大賞
ホラーサスペンス大賞（ホラーサスペンスたいしょう）は、2000年から2005年まで、幻冬舎、新潮社、テレビ朝日の3社が主催した、ホラー性およびサスペンス性に富んだ長編小説を対象とした公募新人文学賞である。
大賞と特別賞が設けられ、奇数回の大賞受賞作は新潮社、偶数回は幻冬舎から刊行、特別賞は大賞受賞作を刊行しない方の出版社から刊行された。また、本賞受賞後第1作となる単行本は、受賞作を出さなかった方の出版社から刊行していた（本賞受賞作が新潮社から出た場合、受賞後第1作は幻冬舎から刊行）。

## 受賞作一覧
- 第1回（2000年）
  - 大賞 - 黒武洋 『そして粛清の扉を』
  - 特別賞 - 安東能明 『鬼子母神』
- 第2回（2001年）
  - 大賞 - 五十嵐貴久 『リカ』
  - 特別賞 - 春口裕子 『火群の館』
- 第3回（2002年）
  - 大賞 - 佐藤ラギ 『ギニョル』
  - 特別賞 - 牧村泉 『邪光』
- 第4回（2003年）
  - 大賞 - 高田侑 『裂けた瞳』
  - 特別賞 - 誉田哲也 『アクセス』
- 第5回（2004年）
  - 大賞 - 沼田まほかる 『九月が永遠に続けば』
  - 特別賞 - 道尾秀介 『背の眼』
  - 最終選考 - 佐伯塔（塔山郁）『囁く狐』（『悪霊の棲む部屋』）
- 第6回（2005年）
  - 大賞 - 吉来駿作 『キタイ』
  - 特別賞 - 木宮条太郎 『時は静かに戦慄く』

## 選考委員
- 第4回 - 大沢在昌、桐野夏生、唯川恵
- 第5回から第6回 - 綾辻行人、桐野夏生、唯川恵